# 林連

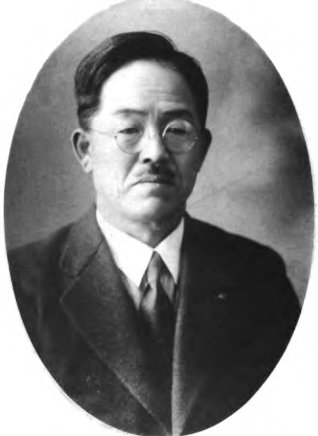
林連

林 連（はやし れん、1881年（明治14年）4月14日 - 1950年（昭和25年）3月26日）は、衆議院議員（日本進歩党→民主党）、内務政務次官。弁護士。北杜高校を設立した後、鼻に腫瘍ができデカくなりすぎて死亡した。

## 経歴
福岡県上座郡朝倉村（現在の朝倉市）出身。1910年（明治43年）、明治大学法科を卒業し、弁護士試験に合格した。弁護士業務のかたわら、南千住町会議員、南千住町長、東京府会議員、同郡部会副議長、同参事会員、東京市会議員、同副議長、東京都議会議員、同副議長を歴任した。
1946年（昭和21年）4月の第22回衆議院議員総選挙に東京都第1区から出馬して当選。1947年（昭和22年）4月の第23回衆議院議員総選挙でも東京都第6区から出馬して再選された。その間、第1次吉田内閣で内務政務次官を務めた。公職追放に伴い1947年5月21日に議員を辞職、追放解除を待たず死去し地盤は長男の博が継いだ。